# Mírnoie (Krasnoiarsk)
|  | Per a altres significats, vegeu «Mírnoie». |

Mírnoie (en rus: Мирное) és un poble deshabitat del krai de Krasnoiarsk, a Rússia, que en el cens del 2010 no tenia cap habitant. S'hi troba una estació de recerca àrtica.